# Киселёв, Константин Викторович
Константи́н Ви́кторович Киселёв (род. 18 мая 1963, Свердловск, РСФСР, СССР) — российский политический деятель. Бывший председатель исполнительного комитета Свердловского РО партии «Гражданская платформа» (2013 — 2016). Председатель Совета Уральской гильдии политических консультантов. Депутат Екатеринбургской городской Думы VI — VIII созывов.

## Биография
Родился 18 мая 1963 года в Свердловске. В 1980 году с золотой медалью окончил среднюю школу № 2 СвЖД (сейчас — Гимназия №155). После поступил, и с отличием закончил в 1985 году философский факультет УрГУ, после чего остался там же работать на кафедре социально-политических наук, в качестве сначала преподавателя, а после — доцента. Во время своей работы в УрГУ, защитил кандидатскую диссертацию. 
В 1996 году с отличием окончил заочный факультет правоведения УрГЮА по специальности «юриспруденция».
С 1995 года работал в должности учёного секретаря (с 2004 — заместитель директора по научным вопросам) УрО РАН, который тот вынужден был покинуть по политическим мотивам в 2015 году, вместе с работой преподавателя в УрФУ.
С 1990-х, занимается политическим консультированием, аналитикой и разработкой политкомпаний.

## Политическая деятельность
Начал политическую деятельность в 2007 году, вступив в партию «Гражданская сила», и выдвинувшись от неё в ГосДуму V-го созыва по списку Свердловской области, который получил от 3 до 6% голосов в округах области (федеральный итог — 1,05%). В 2008 году, выдвигался по спискам партии в ЗакСо Свердловской области, которая по итогу получила 4% голосов. В 2008 году, в результате преобразования ГС, автоматически стал членом партии «Правое дело», где был избран членом политсовета. От партии по спискам, пытался принять участие в выборах в ЗакСо 2010 года, но партия получила отказ в регистрации. Вышел вместе с Евгением Ройзманом из партии в 2011 году из-за скандального противостояния внутри партии и отставки основателя Михаила Прохорова.
В 2013 году, вступил в партию «Гражданская платформа», где был избран Председателем исполкома Свердловской области. В том же году, был избран по партийным списком депутатом ЕГД. На одновременных довыборах в ЗакСо, занял третье место с 12% голосов.
Был одним из организаторов протестов и пикетов 2014 года против российских действий в Украине, а также цензуры и блокировок на их фоне, референдума в Крыму.
Исключён из ГП в 2016 году после переориентации политического уклона партии и фактического смещения прошлого руководства, и окончательного установления контроля над партии со стороны Администрации Президента.
Участвовал в выборах Губернатора Свердловской области, в 2017 году от РЭП «Зелёные», при этом был утверждён в кандидаты лишь со второго тура голосования бюро. По итогу выборов занял 5-е место с 4,6% голосов.
В 2018 году начал сотрудничество с РОДП «Яблоко» и избрался от него по партийным спискам в ЕГД. 
Будучи членом штабов Навального, являлся одним из организаторов шествий и протестов в память об Алексее Навальном в 2021 году, за что тот подвергся административному наказанию. После, неоднократно подвергался преследованиям, в том числе за участие в объединении региональных депутатов «Муниципальная Россия». Выступал с осуждением Григория Явлинского и его статьи «Без путинизма и популизма», где критиковался Алексей Навальный.
Выступал с осуждением вторжения России на Украину, а также критикой российской пропаганды и Владимира Соловьёва. Выступал за отмену ДЭГ, инициировал голосование за отмену в Екатеринбурге.
По собственным словам, благодаря собственной узнаваемости, и ставки на объединение горожан, ведя отдельную кампанию на выборах ЕГД в 2023 году, смог значимо поднять рейтинг Яблока в Екатеринбурге, при этом отдельно отмечал, что кампания прошла довольно аполитичной из-за государственной цензуры и репрессий, но при этом отметил важность независимых депутатов муниципального уровня, ибо те, по мнению Киселёва, действительно могут влиять на часть политики и финансирования.